# Rhynchosia albae-pauli
Rhynchosia albae-pauli là một loài thực vật có hoa trong họ Đậu. Loài này được Berhaut miêu tả khoa học đầu tiên.